# Шестая авеню
Шестая авеню (англ. Sixth Avenue) — официально Авеню Аме́рик (англ. Avenue of the Americas)), хотя это название редко используется ньюйоркцами — важная дорога нью-Йоркского района Манхэттена, где транспорт движется на север или на окраину в спальные районы. Шестая авеню начинается четырьмя кварталами ниже Канал-стрит, идёт на север и упирается в Центральный парк. Улица пересекает районы Сохо и Гринвич-Виллидж, приблизительно отделяет Челси от Флэтайронского квартала и района NoMad, проходит через округ Гармент и огибает край Театрального квартала, наряду с тем, что проходит через Мидтаун.
Северное окончание Шестой авеню — Central Park South (часть 59-й улицы), расположено рядом с Artists Gate traffic входом в Центральный парк у центральной подъездной дороги. Часть Шестой авеню, идущая севернее Центрального парка, в 1887 году была переименована в Ленокс-авеню.

## Транспорт
По 6-й авеню проходит линия нью-йоркского метрополитена IND Sixth Avenue Line (маршруты B, D, F, M). Также под улицей проходит скоростная подземная ж/д PATH (линии Journal Square – 33rd Street и Hoboken – 33rd Street), соединяющая город с Нью-Джерси.